# Jim Fixx
James F. (Fuller) Fixx of Jim Fixx (New York, 23 april 1932 – Hardwick (Vermont), 20 juli 1984) was een Amerikaanse journalist en auteur. Hij was de schrijver van de bestseller The Complete Book of Running uit 1977. Hij wordt beschouwd als een van de personen die een belangrijke rol speelden bij het ontstaan van de hardlooprage in de Verenigde Staten en de rest van de wereld.

## Leven en dood
Fixx begon zelf in 1967 op 35-jarige leeftijd met hardlopen, toen hij zich bekeerde van een ongezonde levensstijl. Tien jaar later schreef hij daarover een enthousiast boek, waarin hij beschreef wat hij zag als de zegeningen van zijn nieuwe levensstijl van hardlopen of joggen: gepaard met gezond eten en niet roken werd het aangeprezen als een recept voor een lang leven. Dit Complete Book of Running werd een succes en een inspiratiebron voor miljoenen mensen die aan het hardlopen sloegen. Door het succes van het boek werd Fixx een beroemd en rijk man.
In 1980 schreef hij een vervolgboek, dat eveneens een verkoopsucces werd: Jim Fixx's Second Book of Running: The Companion Volume to The Complete Book of Running.
In 1982 publiceerde hij Jackpot!, waarin hij beschreef hoe hij na het verschijnen van The Complete Book of Running een beroemdheid was geworden. De "Great American Fame Machine" maakte hem rijker en gevierder dan hij ooit had durven dromen.
Op 52-jarige leeftijd overleed Fixx tijdens het hardlopen aan een plotselinge hartaanval in Hardwick, Vermont. Dit voedde het standpunt van critici dat hardlopen niet zo gezond zou zijn als door Fixx en anderen was aangeprezen.
De Amerikaanse inspanningsfysioloog Kenneth Cooper schreef naar aanleiding van de dood van Fixx en de ophef eromheen een boek waarin hij aandacht besteedde aan risicofactoren die een rol spelen bij het ontstaan van hartaandoeningen. Alleen sportbeoefening zou iemand daarvoor niet immuun maken.
Andere personen die destijds aan de wieg stonden van de hardlooprage waren onder meer Cooper, de Amerikaanse marathonloper Frank Shorter en publicist George Sheehan.

## Publicaties (o.a.)

### Oorspronkelijke Amerikaanse uitgaven
- Jim Fixx The Complete Book of Running, uitg. Random House, (1977)
- Jim Fixx Jim Fixx's Second Book of Running - the all-new companion volume to The complete book of running, uitg. Random House (1980)
- Jim Fixx Jackpot!, uitg. Random House (1982)
- Jim Fixx & Nike Sports Research Laboratory Maximum Sports Performance: How to Achieve Your Full Potential in Speed, Endurance, Strength and Coordination, uitg. Random House(1985)

### Nederlandstalige vertalingen
- Jim Fixx Alles over hardlopen, uitg. De Kern, Baarn (1979)
- Jim Fixx Alles over hardlopen - deel 2, uitg. De Kern, Baarn (1981)
- Jim Fixx & Nike Sports Research Laboratory Topprestaties in de sport, uitg. De Kern, Baarn (1986)
- Jim Fixx Alles over hardlopen - Lopers-lijfboek, uitg. De Kern, Baarn (1994): gebundelde uitgave van de beide delen met doorlopende hoofdstuknummering; diverse herdrukken